# Shakara Ledard
Shakara Ledard (sinh ngày 21 tháng 2 năm 1979) là một người mẫu và diễn viên người Bahamas.

## Tiểu sử
Cha của Ledard, Dennis Ledard, là người gốc Normandy của Pháp, và mẹ cô, Maddie, là người Bahamas gốc Tây Phi. Cô có hai anh em, Lorenzo và Yannick, và một người anh em cùng cha khác mẹ, Philippe. Cô tốt nghiệp với bằng liên kết  và điểm trung bình 3,8.
Ledard đã đặt ra cho vấn đề áo tắm tại Sports Illustrated '  và cho Maxim. Ledard đã được đặc trưng trong các video âm nhạc cho Justin Timberlake, Usher và Babyface. Cô cũng đã xuất hiện trong các bộ phim After the Sunset, The Defender, Prey for Rock and Roll và Full Clip.
Ledard cư trú tại thành phố New York. Cô đã kết hôn với nam người mẫu Ralph Jacob, nhưng cuộc hôn nhân kết thúc bằng ly hôn. Cô ấy ủng hộ chiến dịch "Hip-Hop Literacy" của Deejay Ra.